# أونداري
أونداري هي بلدة في مقاطعة شافيركان في ولاية بخارى في أوزبكستان.